# Сахарные жуки
Сахарные жуки или пассалиды (лат. Passalidae) — семейство насекомых из отряда жесткокрылых, состоящее из примерно 1000 видов. Представители семейства отличаются высоко развитым инстинктом заботы о потомстве и некоторые виды часто собираются в социальные группы.

## Описание
Представители семейства близки по строению к рогачам. Это относительно крупные жуки. Большинство видов длиной 20—43 мм, крупнейший вид семейства — Proculus goryi достигает длины 75-80 мм. Окраска блестящая, чёрная или бурая. Тело вытянутое, уплощённое. Надкрылья в глубоких продольных желобках. Половой диморфизм отсутствует. Булава усиков гребенчатая, 10-члениковая. Характеризуются наличием подвижно причлененного зубца на мандибулах. Ряд видов имеют на голове бугорок в виде зачатков рога. Крылья редуцированы.

## Ареал
Южные регионы Северной Америки — до северной широты Вашингтона доходит только один вид Popilius disjunctus, а также Центральная и Южная Америка, Юго-Восточная Азия.

## Образ жизни и забота о потомстве

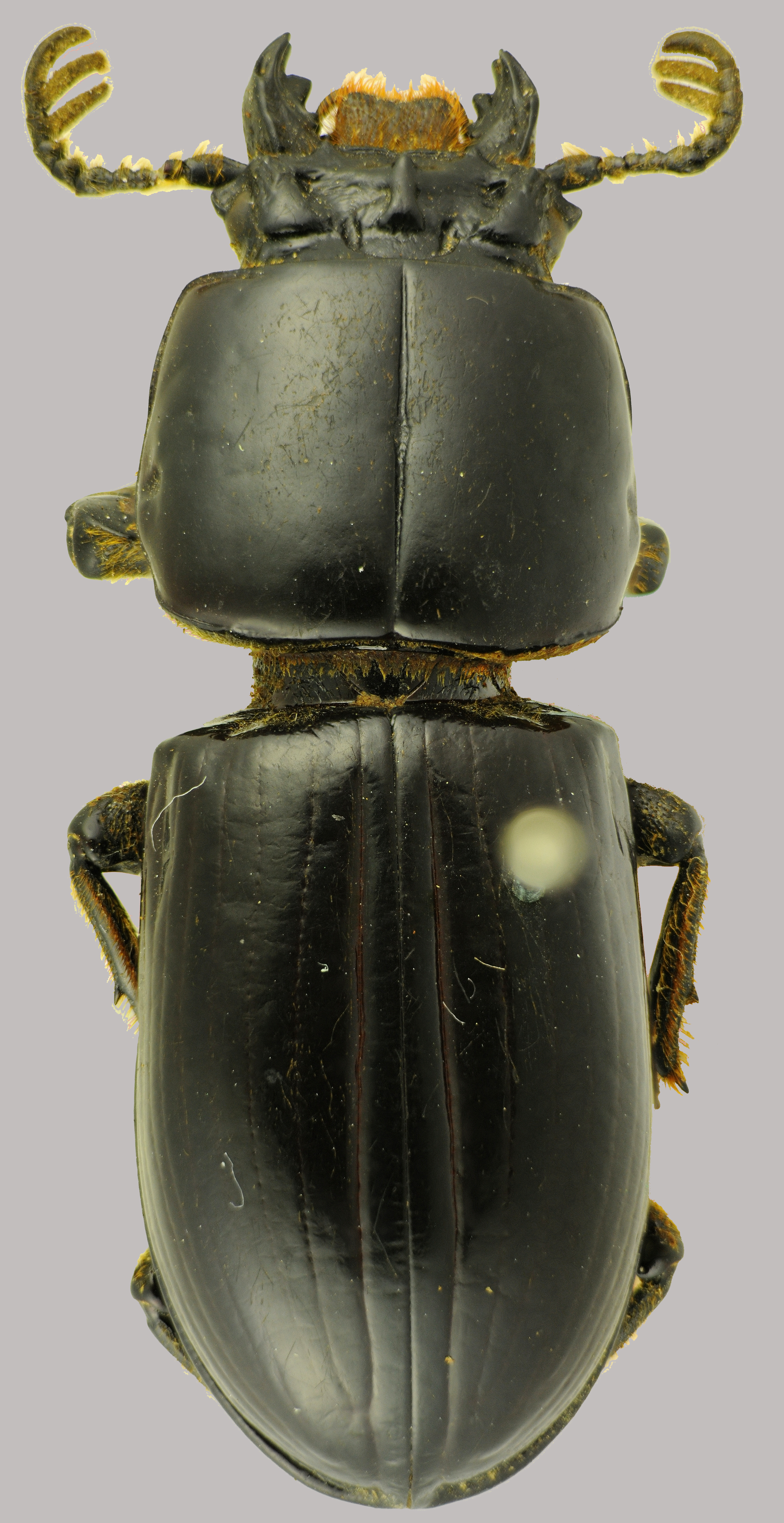
Ogyges laevissimus

Некоторые виды часто собираются в социальные группы. Представители семейства обитают в гнилой древесине, и часто встречаются в ней целыми группами. Образ жизни исследован лишь у некоторых видов, но, судя по всему, он довольно однотипен и характерен для всех представителей семейства.
Представители семейства отличаются высоко развитым инстинктом заботы о потомстве. Самцы и самки живя парами, совместно выкармливают своё потомство. Личинки характеризуются слабым развитием 3-й пары грудных ног и неспособны питаться самостоятельно. Самец и самка кормят личинок своего потомства пережеванной древесиной, прошедшей ферментацию с участием особых грибков, смоченной слюной. Все попытки выкормить личинок искусственно не увенчались успехом. Жуки не только выкармливают личинок, но и охраняют куколок и только что вышедших из них имаго. У данных жуков также наблюдается звуковая коммуникация. Жуки производят особые звуки путём трения особых образований на спинной поверхности последних сегментов брюшка о зазубренную пластинку на конце крыльев. Личинки издают звуки с помощью видоизменённой последней пары ног, которые преобразованы в придатки, с помощью которых они царапают по исчерченной пластинке на тазике средней ноги. Существует ряд данных, согласно которым частота звуковых колебаний, издаваемых жуками и личинками одного вида практически одинакова, несмотря на различия строения звуковых органов.

## Палеонтология
Древнейшие находки пассалид происходят из нижнемеловых отложений Бразилии. Также представители семейства найдены в бирманском янтаре.

## Систематика

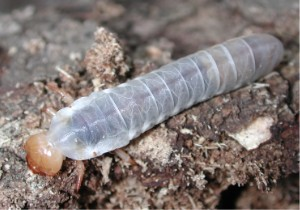
Личинка

- Подсемейство Aulacocyclinae Kaup, 1868
  - Род Aulacocyclus Kaup, 1868
- Подсемейство Leptaulacinae Kaup, 1868
  - Род Leptaulax Kaup, 1871
- Подсемейство Macrolininae
  - Род Macrolinus Kaup, 1868
- Подсемейство Passalinae Leach 1815
  - Триба: Passalini
    - Род Ameripassalus Jimenez-Ferbans & Reyes-Castillo, 2014
    - Род Passalus  Fabricius, 1792
    - Род Passipassalus  Fonseca & Reyes-Castillo, 1993
    - Род Paxillus  MacLeay, 1819
    - Род Ptichopus  Kaup, 1869
    - Род Spasalus  Kaup, 1869

  - Триба Proculini
    - Род Arrox Zang, 1905
    - Род Popilius Kaup, 1871
    - Род Proculus Kaup, 1868
    - Род Veturius Kaup, 1871
- Подсемейство Incertae sedis
  - Род Aponelides  Kuwert, 1896
  - Род Basilianus  Kaup, 1871
  - Род Cetejus  Kaup, 1871
  - Род Cicernonius
  - Род Eumelosomus
  - Род Flaminius  Kuwert, 1891
  - Род Macrolinus  Kaup, 1868
  - Род Malagasulus
  - Род Neleides
  - Род Neleuops  Kuwert, 1891
  - Род Nelues
  - Род Ninus  Stal, 1860
  - Род Ophrygonius  Zang, 1904
  - Род Paratiberioides  Iwase, 1994
  - Род Pelopides  Kuwert, 1896
  - Род Phoroneus 
  - Род Plesthenus  Kaup, 1871
  - Род Pleurarius  Kaup, 1868
  - Род Pseudepisphenus  Gravely, 1914
  - Род Pseudoarrox  Reyes-Castillo, 1970
  - Род Rhodocanthopus 
  - Род Semicyclus  Kaup, 1868
  - Род Solenocyclus  Kaup, 1868
  - Род Tarquinius  Kuwert, 1891
  - Род Tiberioides  Gravely, 1913
  - Род Trichopleurus
  - Род Vitellinus  Kuwert, 1891